# Stadhuis van Lier
Het stadhuis van Lier is een stadhuis op de Grote Markt van de Belgische stad Lier gelegen in de provincie Antwerpen. Het in Brabantse rococostijl opgetrokken raadhuis is een van de zeldzame voorbeelden van openbare gebouwen die in deze bouwstijl vervaardigd zijn.

## Geschiedenis
De bloeiende lakenhandel lag in 1367 aan de basis van het bouwen van een lakenhal; hierin werd dan ook het stadsmagistraat ondergebracht. In 1418 werd de lakenhal overgebracht naar het nabijgelegen Vleeshuis en fungeerde het gebouw voortaan uitsluitend als stadhuis. Na eeuwen gebruik diende het gebouw in de 18e eeuw hersteld te worden. De opdracht hiertoe werd gegeven aan de bekende bouwmeester Jan Pieter van Baurscheidt de Jonge (1699-1768), die eveneens instond voor de bouw van het voormalig koninklijk Paleis op de Meir in Antwerpen en de torenbekapping van de Lierse Sint-Gummarustoren. Uiteindelijk ontstond in 1740 een bijna volledig nieuw gebouw in Brabantse rococostijl, waarbij alleen de zijgevels nog (gedeeltelijk) authentiek zijn. Het gebouw werd ontworpen als een groot herenhuis met een kelderverdieping.
Het sobere geheel, in Balegemse witsteen en Doornikse blauwe hardsteen wordt verlevendigd door het vooruitspringen van het middengedeelte (risaliet). Deze middenpartij wordt bekroond door een driehoekig fronton waarop het Lierse stadswapen is afgebeeld. De voorpui werd in 1742 geplaatst. Een rozet duidt het niveau boven de zeespiegel aan, namelijk 6 meter.
Het torentje waartegen de lakenhal gebouwd is, stond er al sedert 1369 als belfort en behoort niet tot het eigenlijke stadhuis. Dit belfort is in 1998 samen met andere Vlaamse en Noord-Franse belforten opgenomen in de UNESCO-Werelderfgoedlijst. Het is 42,5 meter hoog.